# Far West (jeu vidéo)
Pour les articles homonymes, voir Far West.
Far West est un jeu vidéo de type city-builder développé par Kritzelkratz et édité par Encore Software, sorti en 2003 sur Windows.

## Système de jeu
Le jeu propose au joueur dans la construction et le développement d'une ville à l'époque de la Conquête de l'Ouest.

## Accueil
- Jeux vidéo Magazine : 6/20[1]
- Jeuxvideo.com : 11/20[2]
- PC Gamer UK : 60 %[3]